# Megaminx

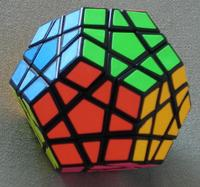
De zeskleurige Megaminx

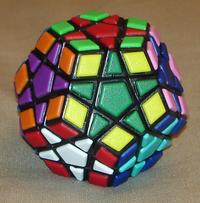
De 12-kleurige Megaminx

De Megaminx is een puzzel als de Rubiks kubus, maar dan in de vorm van een dodecaëder. Het heeft een totaal van 50 beweegbare delen.

## Geschiedenis
De Megaminx of Magix Dodecahedron werd tegelijkertijd door verschillende mensen ontworpen, met licht verschillende ontwerpen. Uwe Meffert kocht uiteindelijk de octrooien en verkoopt nu de puzzel als Megaminx.

## Beschrijving
De Megaminx heeft 12 centrumstukken, 20 hoeken en 30 randen. De centrumstukken hebben elk één kleur, de randen twee en de hoeken drie. Elk vlak bestaat uit een centrumstuk, vijf randstukken en vijf hoekstukken.
Er bestaan twee vormen van de Megaminx: een met 12 kleuren (een per vlak) en een met 6 kleuren: de tegenoverliggende vlakken hebben dezelfde kleur.

## Aantal combinaties
Er zijn 20!/2 mogelijkheden om de hoeken te plaatsen en 319 om ze te oriënteren. Er zijn 30!/2 mogelijkheden om de randstukken te plaatsen en 229 om ze te oriënteren. In totaal geeft dat 100 669 616 553 523 347 122 516 032 313 645 505 168 688 116 411 019 768 627 200 000 000 000 (meer dan 100 undeciljoen) mogelijkheden.

## Records
Het huidige wereldrecord voor het oplossen van een Megaminx is 27,81 seconden, en staat op naam van Juan Pablo Huanqui uit Peru. Het huidige Nederlandse record is 34,47, en staat op naam van Reinier Schippers.